# Ale
Ale és un tipus de cervesa elaborada amb ordi maltat fent servir el procediment de la fermentació en calent amb una soca de llevat de cervesa. El llevat fermenta ràpidament la cervesa, donant un gust dolç, complet de cos i fruitat. La majoria de les cerveses ale contenen llúpol, que ajuda a conservar la cervesa i a donar-li un gust herbaci amarg que equilibra la dolçor del malt.

## Història de l'ale

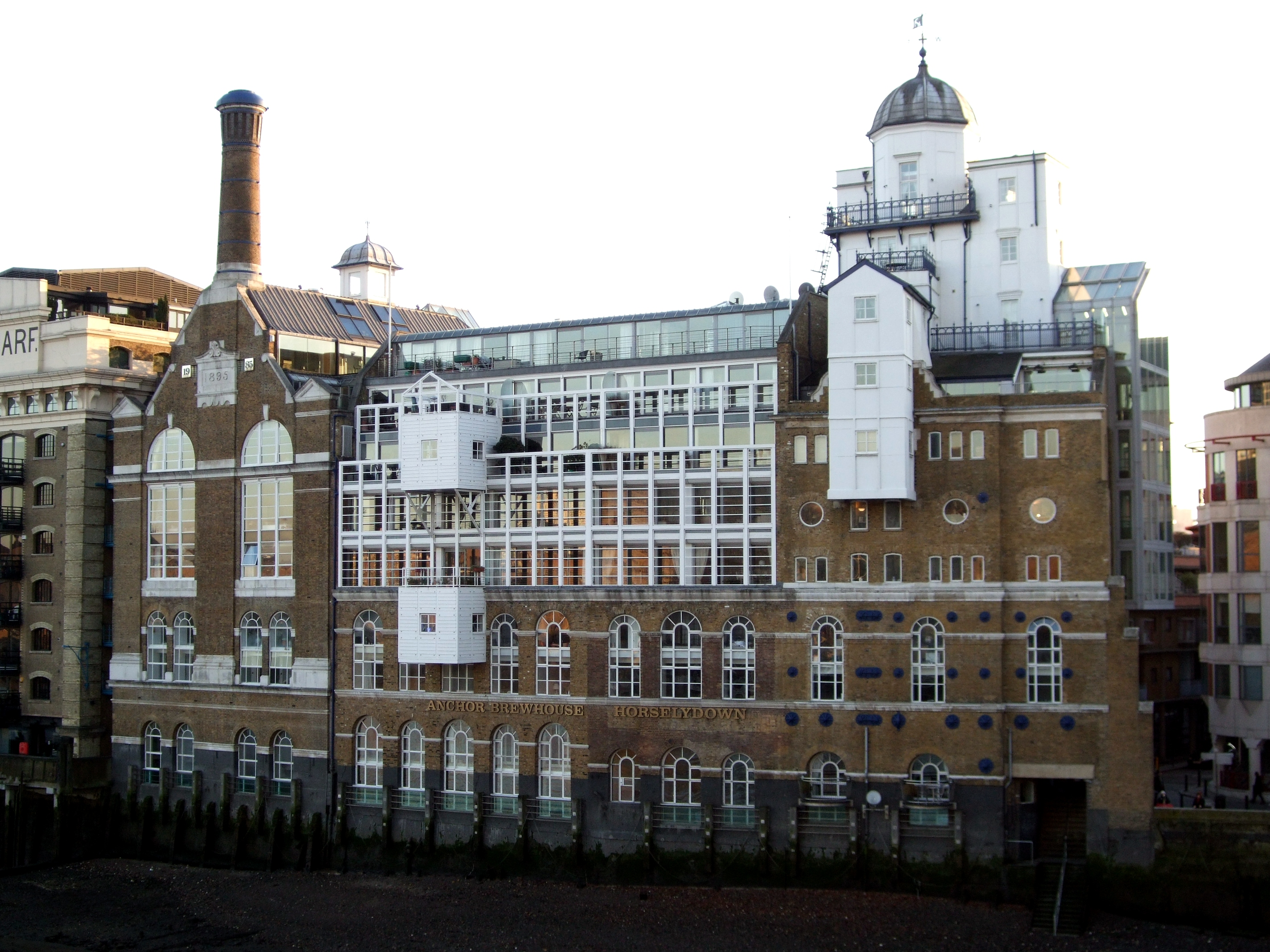
L'antiga Anchor Brewhouse a Bermondsey, South London, comprada per John Courage el 1787

El terme "ale" al principi s'usava per descriure una beguda feta sense llúpol, al contrari que la "cervesa" (beer)." Actualment designa una beguda feta d'ordi de gust amarg fermentada a la temperatura ambient. En alguns usos britànics, tanmateix, en homenatge a la seva característica distintiva original, no es fa servir actualment excepte en mots compostos (com en el de "pale ale")) o com "real ale", un terme adoptat en oposició a les cerveses pressuritzades desenvolupades per les cerveseries industrials en la dècada de 1960, i usades per les cerveses sense pasteuritzar fermentades en calent servides des del barril però no la cervesa stout.
L'ale, junt amb el pa, era una font important de nutrició en el món medieval, particularment la small beer, que contenia només la quantitat necessària d'alcohol per fer de conservant.
La paraula 'ale' és originàriament anglesa, en Old English alu o ealu, però aloth, ealoth en el genitiu i el datiu. Es creu que prové de l'arrel lingüística del Proto-Indoeuropeu *alu-, a través del Proto-germànic *aluth-. Que està relacionat amb lAntic saxó alo, Danès, Noruec, Suec, Islandès i Nòrdic antic öl/øl, Búlgar antic olu sidra, eslovè ol, prussià antic alu, Lituà alus, Lletó alus (d'on en finès olut).

## Ale modern
L'ale típicament fermenta a temperatures entre 15 i 24 °C. A temperatures per sobre de 24 °C els llevats poden produir quantitats significatives d'èsters i altres gustos i aromes secundaris, i el resultat sovint és una cervesa amb components lleugerament fruitats similars, però no limitant-se als de poma, pera, ananàs, banana, pruna i cirera.

## Varietats d'ale

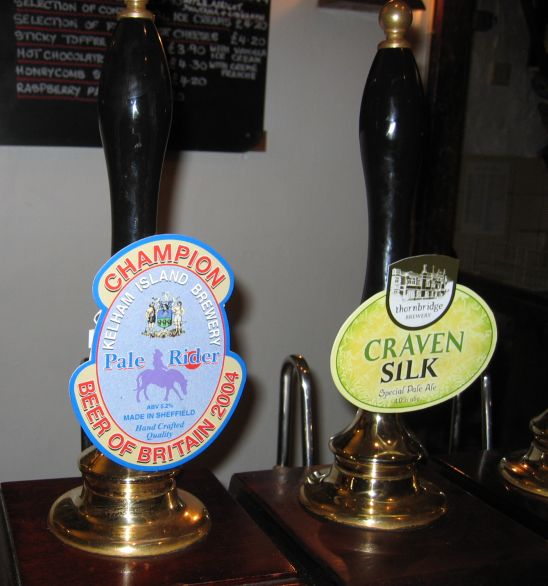
Ale de barril

### Brown ale
La Brown ale tendeix a ser lleugerament llupolada i de gust força suau, sovint amb un tast de nous. Al sud d'Anglaterra és de color marró fosc amb un 3-3,5% d'alcohol; al nord és de color marró vermellós amb un grau d'alcohol de 4.5-5% i més seca. Van aparèixer a principi de la dècada de 1900.

### Pale ale
Pale ale era un terme usat per les cerveses fetes amb malt assecat amb Carbó de coc. Es va usar aquest terme per primera vegada l'any 1703. A partir de 1830 les expressions bitter i pale ale van esdevenir sinònimes.

### Scotch ales
El terme Scotch Ale es fa servir internacionalment per designar una cervesa ale molt fosca maltada. El malt pot estar lleugerament caramelitzat, generalment les cerveses escoceses tendeixen a ser més dolces que les angleses.

### Mild ale
Mild ale originàriament significava ale sense envellir. Pot tenir molts colors però la majoria són de color marró fosc, típicament amb un 3-3,5% d'alcohol.

### Burton Ale
Burton Ale és fosca i una mica dolça, envellida un any o més.

### Old ale
A Anglaterra la old ale era una cervesa forta tradicionalment envellida durant un any. Actualment aquest terme s'aplica a cerveses mitjanament fortes i fosques. A Austràlia aquest terme es fa servir per a qualsevol cervesa fosca.

### Ales belgues
Bèlgica produeix una gran varietat de cerveses ale difícils de classificar. Virtualment totes les cerveses Trapenses i d'Abadia són altes en alcohol però lleugeres de cos a causa de l'addició de molta sacarosa.